# Grazay
Grazay – miejscowość i gmina we Francji, w regionie Kraj Loary, w departamencie Mayenne.
Według danych na rok 1990 gminę zamieszkiwało 469 osób, a gęstość zaludnienia wynosiła 28 osób/km² (wśród 1504 gmin Kraju Loary Grazay plasuje się na 859. miejscu pod względem liczby ludności, natomiast pod względem powierzchni na miejscu 700.).